# Rough Riders

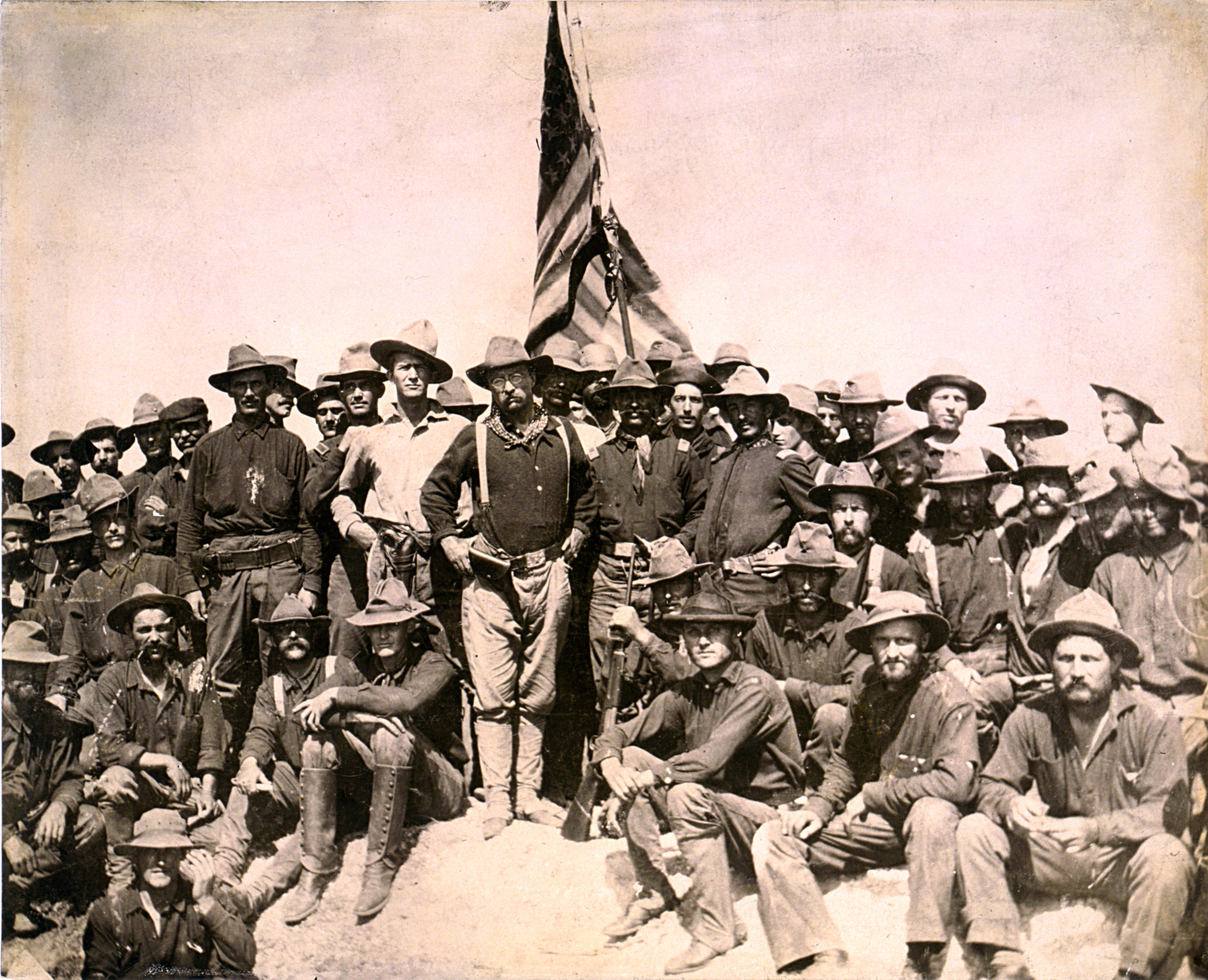
Theodore Roosevelt und die Rough Riders auf dem San Juan Hill, 1898

Rough Riders war der Name, der dem 1. US-Freiwilligen-Kavallerieregiment während des Spanisch-Amerikanischen Krieges seitens der amerikanischen Presse gegeben wurde.

## Herkunft des Namens
Die 1st United States Volunteer Cavalry, wie der korrekte Name lautete, war eines von drei aus Freiwilligen bestehenden Kavallerieregimentern, die aus Anlass des Spanisch-Amerikanischen Krieges im Jahre 1898 ausgehoben wurden. Es war das einzige, das aktiv am Krieg teilnahm. Der ursprüngliche Spitzname des Regiments lautete Wood’s Weary Walkers (Woods müde Fußgänger), benannt nach ihrem ersten Befehlshaber Oberst Leonard Wood. Der Name bezieht sich darauf, dass das Regiment zwar eine Kavallerieeinheit war, aber schließlich zu Fuß kämpfen musste, weil die Pferde nicht nachgeliefert wurden.
Als Theodore Roosevelt den Befehl über das Regiment übernahm, änderte sich der Spitzname in Roosevelt’s Rough Riders (wörtl. Roosevelts raue bzw. hartgesottene Reiter, sinngemäß Roosevelts Pferdebändiger). „Rough Rider“ bezeichnete im Wilden Westen einen Pferdeexperten, der untrainierte Tiere zuritt. In diesem Sinne ist Rough Rider noch heute eine Dienststellung in der Royal Canadian Mounted Police („Mounties“).

## Gründung und Entwicklung des Regiments

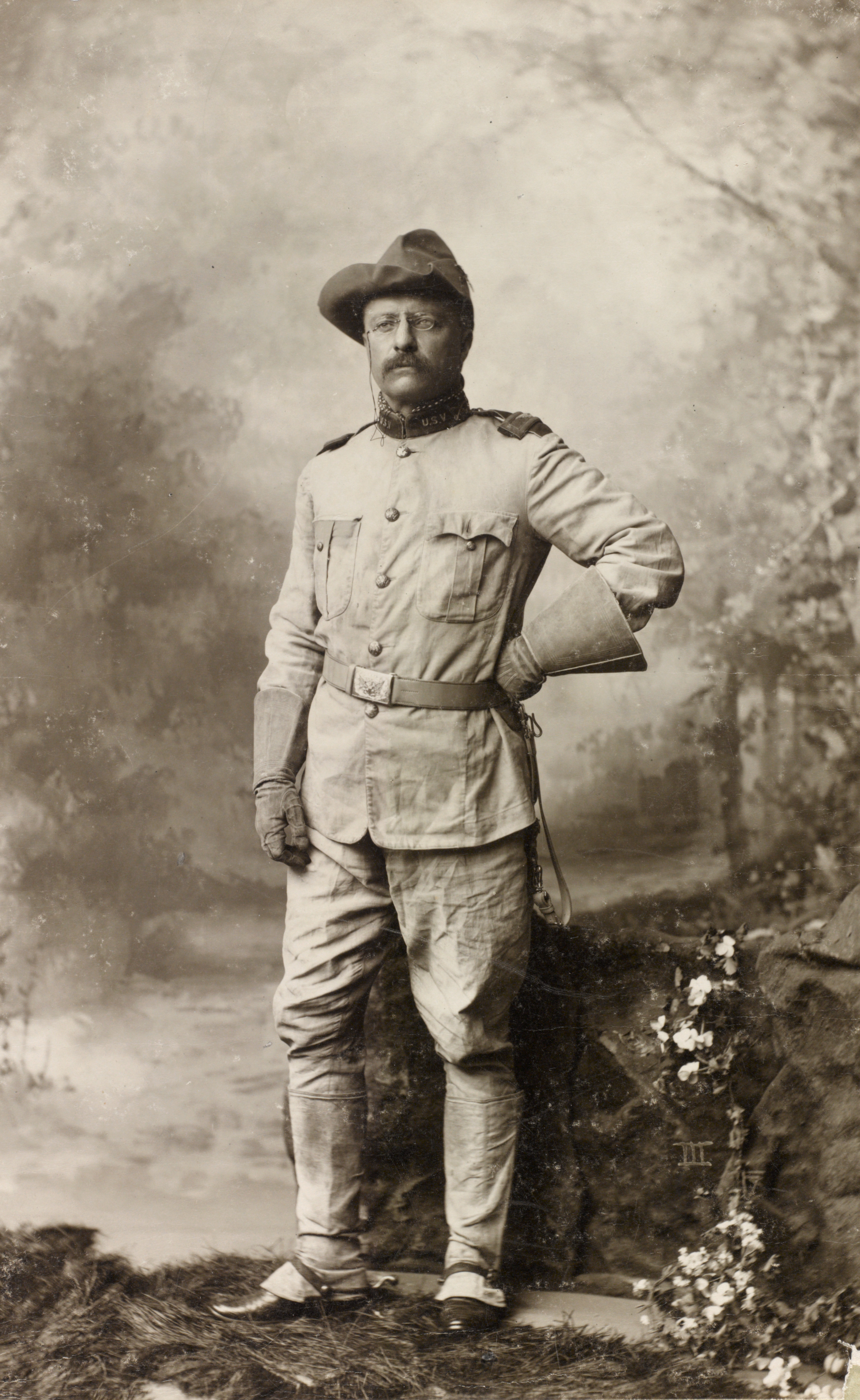
Theodore Roosevelt als Oberst der Rough Riders

Die Führung des Verbands wurde von Kriegsminister Russell Alexander Alger zunächst Theodore Roosevelt angetragen. Dieser hatte zwar als Infanterieoffizier in der New Yorker Nationalgarde gedient, fühlte sich der Aufgabe aber nicht gewachsen und schlug stattdessen Oberst Leonard Wood vor. Wood war Arzt im medizinischen Korps der Armee und Träger der Medal of Honor. Außerdem hatte er schon in Kavallerieregimentern Dienst versehen. Roosevelt wurde Oberstleutnant und stellvertretender Kommandeur des Regiments.
Um am Krieg teilnehmen zu können, gab Roosevelt seine Stellung als stellvertretender Marineminister auf. Seine Bekanntheit und die Berichterstattung der Presse trugen nicht unwesentlich zur Popularisierung des Regiments bei, noch bevor dieses an Kampfhandlungen teilgenommen hatte.
Das Regiment wurde zwischen dem 1. und 21. Mai 1898 im Indianerterritorium (dem heutigen Oklahoma), Texas und New Mexico rekrutiert. Ein Kavallerieregiment bestand damals aus rund 1.000 Soldaten. Die Rekrutierung wurde hauptsächlich durch Roosevelt durchgeführt. Neben dem typischen Querschnitt der amerikanischen Gesellschaft waren dabei Leute vertreten wie Gelegenheitsarbeiter, Pawneescouts, Ivy-League-Sportler, Polizisten sowie Polospieler aus der Ostküsten-Oberschicht. Viele der Rekruten kannte Roosevelt noch aus seiner Zeit in den „Badlands“ des Dakota-Gebiets und als Polizeichef von New York. Da sich mehr Freiwillige meldeten als Soldaten benötigt wurden, mussten viele abgelehnt werden. Einer, der abgelehnt wurde, war z. B. der Schriftsteller des „Tarzan“ Edgar Rice Burroughs.
Einen Monat lang wurde der Verband einem harten Kavallerietraining in Camp Wood in San Antonio, Texas unterzogen. Das Regiment wurde dann nach Tampa, Florida verlegt, dem Ausschiffungshafen für den Kubafeldzug. Aufgrund von zu geringen Transportkapazitäten mussten alle Pferde und ein Drittel der Truppen zurückgelassen werden. Am 22. Juni 1898 landete das Regiment als Teil der von Generalmajor Joseph Wheeler befehligten Kavalleriedivision des 5. Armeekorps bei Daiquirí, Kuba. Obwohl es eigentlich ein Kavallerieverband war, musste das Regiment zu Fuß kämpfen. Es begann sofort mit dem Vormarsch auf das Ziel der Expedition, die Stadt Santiago. Zwei Tage später nahm es an der Schlacht von Las Guásimas teil. Trotz leichter zahlenmäßiger Überlegenheit der Spanier konnten diese zum Rückzug nach Santiago bewegt werden.

## Schlacht vom San Juan Hill
Am 30. Juni 1898 wurde Oberst Wood zum Kommandeur der 2. Kavalleriebrigade befördert, einerseits weil der bisherige Kommandeur, Brigadegeneral Samuel Young, fieberkrank wurde und andererseits, weil Woods Regiment sich bei Las Guásimas so hervorragend geschlagen hatte. Dadurch rückte Roosevelt zum Befehlshaber der Rough Riders auf, gleichzeitig wurde er zum Oberst befördert. Am nächsten Tag begannen die US-amerikanischen Streitkräfte den Angriff auf Santiago, dessen Hafen bereits seit längerem durch die Marine blockiert worden war.
Die Rough Riders, bei denen nur Roosevelt beritten war, griffen dabei einen Hügel an, den Kettle Hill. Nachdem sie diesen eingenommen hatten, stürmten sie weiter auf den San Juan Hill (spanisch: Loma de San Juan). Unterstützt wurden sie dabei von den regulären Einheiten der 1. US-Kavallerie und der aus schwarzen Soldaten bestehenden 10. US-Kavallerie. Der Sturm der Rough Riders war auch deshalb erfolgreich, weil sie Feuerunterstützung von drei vom 1st Lieutenant John „Machine Gun“ Parker kommandierten Gatling Guns im Kaliber .30-40 Krag erhielten.
Schlagzeilen am nächsten Tag berichteten von „Teddys Angriff auf den San Juan Hill“, was allerdings eine Übertreibung war, denn Roosevelt fand sich eher zufällig an der Spitze eines Teils der vorstürmenden Truppen wieder. Die spanischen Einheiten zogen sich immer mehr ins Stadtzentrum von Santiago zurück und kapitulierten schließlich am 17. Juli nach der Niederlage der Spanischen Marine in der Seeschlacht vor Santiago de Cuba am 3. Juli.

## Nachbetrachtung
Die Verluste der Rough Riders waren sehr hoch. Sie verloren etwa 37 % ihrer Soldaten durch Tod, Verwundung oder Tropenkrankheiten. Theodore Roosevelt bekam Malaria, war aber einer der wenigen, die sich davon erholten. Gegen Ende des Monats Juli wurde die Situation hinsichtlich der Krankheiten dramatisch. Roosevelt schrieb an das Kriegsministerium „Die Armee muss verlegt werden oder wird sich auflösen.“ Daraufhin wurden die Rough Riders aus Kuba abberufen und per Schiff nach Montauk, Long Island überführt, wo ihnen am 14. August ein enthusiastischer Empfang bereitet wurde. Diese Gegend wurde bewusst ausgewählt, weil sie relativ unbewohnt war und sich deshalb gut als Quarantäneort für die Kranken eignete.
Das kurz zuvor eilig errichtete Camp Wikoff war aufgrund logistischer Probleme schlecht mit Nahrung und Medizin versorgt. Die Bevölkerung von Long Island tat jedoch ihr Möglichstes, um diese Situation zu ändern. Am 14. September 1898 wurde das Regiment der Rough Riders aufgelöst. Jährliche Treffen gab es danach noch bis 1968. Roosevelt nutzte seine durch das Regiment gesteigerte Popularität später immer wieder in seinen Wahlkämpfen um die Präsidentschaft.
Der Einsatz der Rough Riders auf Kuba wurde unter anderem von Buffalo Bill in seiner Wildwest-Show „Buffalo Bill's Wild West and Congress of Rough Riders of the World“ dramatisiert.

## Letzte Überlebende
Die letzten überlebenden Veteranen des Regiments waren Frank C. Brito, Jesse Langdon und Ralph Waldo Taylor. Frank Brito war ein geborener Yaqui-Indianer aus Las Cruces, New Mexico. Er war 21 Jahre alt, als er sich meldete, hat aber Kuba damals nicht gesehen, weil er einer derjenigen war, die aufgrund der knappen Transportkapazität in Tampa zurückgelassen werden mussten. Er starb am 22. April 1973 im Alter von 96 Jahren.
Der 1881 in North Dakota geborene Jesse Langdon trampte mit dem Zug nach Washington, um sich einzuschreiben. Dort suchte er Roosevelt im Marineministerium auf und erinnerte ihn daran, dass sein Vater Tierarzt gewesen sei und früher Roosevelts Rinder auf seiner Farm in Dakota behandelt habe. Roosevelt besorgte ihm eine Eisenbahnfahrkarte nach San Antonio, wo sich der erst  16-jährige Langdon einschreiben konnte. Er war der letzte Überlebende des Regiments. Er starb am 29. Juni 1975 im Alter von 94 Jahren.
Ralph Waldo Taylor war gerade einmal 16 Jahre alt, als er sich unter Vortäuschung seines Alters bei der New Yorker Nationalgarde meldete und in der Kompanie K des 71. Infanterie-Regiments diente. Er starb am 15. Mai 1987 im Alter von 105 Jahren.

## TV-Film
- Rough Riders – Das furchtlose Regiment (Rough Riders), USA 1997, Regie John Milius, mit Tom Berenger als Theodore Roosevelt.